# Схема Холдріджа

Схема Холдріджа

Схема Холдріджа — одна з класифікацій природних угруповань, заснована на кореляції між кліматом і рослинністю. Вперше була запропонована Леслі Холдріджем в 1947 році, доповнена у 1967 році.
Схема відрізняється простотою, розглядаючи всього три кліматичні параметри. Базується на припущенні, що тип ґрунту та клімаксична рослинність цілком визначається кліматом.
Перші варіанти схеми розглядали лише тропічну і субтропічні зони, в подальшому схема була поширена на всю земну кулю. Встановлено, що схема добре описує зону тропічної рослинності, середземноморську і арктичну зони, гірше — холодну океанічну і аридні зони, для яких визначальним чинником є вологість. Схема широко застосовувалася для передбачення змін рослинності в зв'язку з  глобальним потеплінням.

## Структура схеми
Схема має три координатні осі:
- Середньорічна кількість опадів;
- Середньорічна біотемпература;
- Потенційно-евапотранспіраційне відношення.

Схема також включає похідні параметри:
- Провінції вологості;
- Широтні пояса;
- Вертикальні зони.

### Біотемпература
Середньорічна біотемпература являє собою спеціальним чином скориговану середньорічну температуру. При обчисленні середньої температури беруться до уваги тільки температури вище нуля, температури нижче нуля при підсумовуванні враховуються як 0° C.

### Потенційно-евапотранспіраційне відношення
Евапотранспірація являє собою суму середньорічного випаровування води з поверхні Землі і випаровування води рослинами (транспірація).
Потенційно-евапотранспіраційне відношення — це відношення потенційної евапоротранспіраціі (тобто максимально можливої евапоротранспіраціі в даному кліматі за умови надлишкового зволоження) і реального рівня опадів. Якщо відношення менше одиниці, то опади, що випадають, не встигають випаровуватися, що призводить до підвищеного зволоження. Відношення більше одиниці відповідає сухому клімату.
Потенційно-евапотранспіраційне відношення не є незалежною координатою, так як потенційна евапотранспірація однозначно визначається середньорічною біотемпературою:
{\displaystyle E_{p}=58,93\cdot T_{b},}
де
{\displaystyle E_{p}} — потенційна евапотранспірація, мм;
{\displaystyle T_{b}} — біотемпература, ° C.

## Класи
Схема використовує класи, використовувані  Міжнародним інститутом прикладного системного аналізу (IIASA):
1. Полярна пустеля (Polar desert)
2. Приполярних суха тундра (Subpolar dry tundra)
3. Приполярна волога тундра (Subpolar moist tundra)
4. Приполярна мокра тундра (Subpolar wet tundra)
5. Приполярна дощова тундра (Subpolar rain tundra)
6. Арктична пустеля (Boreal desert)
7. Арктичний сухий скреб (Boreal dry scrub)
8. Арктичний вологий ліс (Boreal moist forest)
9. Арктичний мокрий ліс (Boreal wet forest)
10. Арктичний дощовий ліс (Boreal rain forest)
11. Пустеля  помірного клімату (Cool temperate desert)
12. Пустельний скреб помірного клімату (Cool temperate desert scrub)
13. Степ помірного клімату (Cool temperate steppe)
14. Вологий ліс помірного клімату (Cool temperate moist forest)
15. Мокрий ліс помірного клімату (Cool temperate wet forest)
16. Дощовий ліс помірного клімату (Cool temperate rain forest)
17. Пустеля теплого клімату (Warm temperate desert)
18. Пустниний скреб теплого клімату (Warm temperate desert scrub)
19. Колючий скреб теплого клімату (Warm temperate thorn scrub)
20. Сухий ліс теплого клімату (Warm temperate dry forest)
21. Вологий ліс теплого клімату (Warm temperate moist forest)
22. Мокрий ліс теплого клімату (Warm temperate wet forest)
23. Дощовий ліс теплого клімату (Warm temperate rain forest)
24. Субтропічна пустеля (Subtropical desert)
25. Субтропічний пустельний скреб (Subtropical desert scrub)
26. Субтропічне колюче рідколісся (Subtropical thorn woodland)
27. Субтропічний сухий ліс (Subtropical dry forest)
28. Субтропічний вологий ліс (Subtropical moist forest)
29. Субтропічний мокрий ліс (Subtropical wet forest)
30. Субтропічний дощовий ліс (Subtropical rain forest)
31. Тропічна пустеля (Tropical desert)
32. Тропічний пустельний скреб (Tropical desert scrub)
33. Тропічне колюче рідколісся (Tropical thorn woodland)
34. Тропічний дуже сухий ліс (Tropical very dry forest)
35. Тропічний сухий ліс (Tropical dry forest)
36. Тропічний вологий ліс (Tropical moist forest)
37. Тропічний мокрий ліс (Tropical wet forest)
38. Тропічний дощовий ліс (Tropical rain forest)